# Quercus coccifera subsp. rivasmartinezii
Quercus coccifera subsp. rivasmartinezii é uma subespécie de planta com flor pertencente à família Fagaceae. 
A autoridade científica da subespécie é Capelo & J.C.Costa.

## Portugal
Trata-se de uma subespécie presente no território português, nomeadamente em Portugal Continental.
Em termos de naturalidade é endémica da região atrás referida.

## Protecção
Não se encontra protegida por legislação portuguesa ou da Comunidade Europeia.